# غيلاسة برج الغدير
بلدية غيلاسة هي بلدة تقع جنوب مدينة برج الغدير بحوالي 2.62 كم، في ولاية برج بوعريرج بالجزائر. وهي مدينة قديمة جدا.[بحاجة لمصدر]، وحسب التسمية فإنها مستمدة من اللغة الأمازيغية وتعني مدينة الأسود، ويتداول السكان الأصليون للبلدة حكايات شعبية موروثة عن الأجداد، يدور محورها حول الأسود مما لا يدع مجالا للشك أن البلدة فعلا كانت تعج بالأسود، أما عن أصل سكانها فيقال أنهم عرب أو ما يعرف بعرب العودة، أين في فترة الفتوحات الإسلامية عندما وصل العرب الفاتحين إلى المحيط بدأو بالعودة إلى أرض الجزائر التي كانوا قد مرو منها أثناء رحلتهم وبدأو يستوطنون فيها، حيث إستوطن فيها أربعة إخوة هم عبدالله وعمر والمخلوفي والمكرتي، ومن أبرز البطون هم أولاد تواتي (لقب تواتي) وهم من أولاد عمر وكدلك لقب حميميد، أولاد عبدالله وهم لقب صيودة، 

## الأحياء
•حي الشهداء